# 1935 год в истории общественного транспорта
В этой статье перечисляются основные события из истории общественного транспорта (прежде всего трамваев, троллейбусов и автобусов) в 1935 году. Информация об истории метрополитенов и железнодорожного транспорта находится в отдельных статьях.

## События

### СССР

#### РСФСР
- 18 января — открыто трамвайное движение в Магнитогорске;
- 18 ноября — открыто трамвайное движение в Ижевске;
- открыто трамвайное движение на дизельной тяге в Пензе;
- открыто автобусное движение в Симферополе.

#### УССР
- 5 ноября — в Киеве запущен троллейбус.

### В мире

#### Австралия
- 29 октября открыто троллейбусное движение в городе Хобарт.

#### Великобритания
- 5 января прекращено троллейбусное движение в городе Йорк;
- 1 октября открыто троллейбусное движение в городе Ньюкасл-апон-Тайн.

#### Индия
- открыто троллейбусное движение в городе Дели.

#### Ирландия
- прекращено троллейбусное движение в городе Лимерик.

#### Италия
- 31 декабря прекращено троллейбусное движение в городе Иврея;
- 30 марта открыто троллейбусное движение в городе Триест.

#### США
- 1 сентября открыто троллейбусное движение в городе Камден;
- 15 сентября открыто троллейбусное движение в городе Ньюарк;
- 6 октября открыто троллейбусное движение в городе Сан-Франциско;
- 1 февраля открыто троллейбусное движение в городе Толидо.

#### Франция
- 4 сентября повторно открыто троллейбусное движение в городе Лион;
- 8 июля временно прекращено троллейбусное движение в городе Париж.

#### ЮАР
- 24 февраля открыто троллейбусное движение в городе Дурбан;
- 21 декабря открыто троллейбусное движение в городе Кейптаун.